# Franz Krug (Politiker)
Franz Krug (* 26. März 1935 in Amberg; † 19. Februar 2022) war ein deutscher Politiker (CSU).

## Werdegang
Krug war von 1970 bis 1978 Abgeordneter im Bayerischen Landtag. 1978 wurde er zum Landrat des mittelfränkischen Landkreises Erlangen-Höchstadt gewählt. Er wurde drei Mal im Amt bestätigt. Bei der Kommunalwahl 2002 trat er nicht mehr an.
Krug war ab 1954 Mitglied der katholischen Studentenverbindung K.D.St.V. Gothia Erlangen.

## Ehrungen
- 1984: Verdienstkreuz am Bande der Bundesrepublik Deutschland
- 1989: Verdienstkreuz 1. Klasse der Bundesrepublik Deutschland
- Bayerischer Verdienstorden